# 御林下草銭
御林下草銭（おはやししたくさせん）は、単に下草銭（したくさせん）とも称され、江戸時代に幕府や藩が所有する山林である御林の下草・枯枝・倒木などを利用する際に課された小物成のこと。地域によっては運上・冥加の形式で課された場合もある。

## 概要
御林にある伐採は勿論のこと、立入自体が厳しく制限されていたが、下草銭を納付することで生活に必要な薪や草を入手するために御林に入ることが許された。納付方法は領主によって異なり、村単位で毎年所定の金額を納付する方法と領主に認められた請負人が所定の請負金額を納付する方法があった。また、領主によっては御林の維持・管理を地元の村に委託してそれと引換に下草銭を免除する場合もあった。